# Saint-Michel-de-Vax
Saint-Michel-de-Vax település Franciaországban, Tarn megyében. Lakosainak száma 80 fő (2022. január 1.). Saint-Michel-de-Vax Roussayrolles, Vaour, Féneyrols és Saint-Antonin-Noble-Val községekkel határos.

## Népesség
A település népessége az elmúlt években az alábbi módon változott:
| Lakosok száma | 63   | 62   | 67   | 71   | 75   | 77   | 79   | 80   | 80   |
|               | 2013 | 2015 | 2016 | 2017 | 2018 | 2019 | 2020 | 2021 | 2022 |